# Альмендінгер Володимир Вільгельмович
Альмендінгер Володимир Вільгельмович (1895–1975) — російський військовий діяч початку XX століття.

## Життєпис
Народився 16 липня 1895 в місті Сімферополі, Таврійської губернії, у військовій родині. Закінчивши Сімферопольську казенну гімназію в 1913, вступив до Чугуївське військове училище. 1 жовтня 1914 у чині поручника випущений в полк. До січня 1915 він служив в запасних частинах Київського військового округу.
На фронтах Першої Світової війни з січня 1915 по грудень 1917. Повернувся з Румунії до Криму. З 20 грудня 1917 по лютий 1918 служив в 33-му піхотному запасному полку в Сімферополі.
Після окупації Криму у квітні 1918 німецькими військами вийшов в запас та в червні він вступив до Таврійський університет на Агрономічний факультет.
5 листопада 1918 вступив в Сімферопольський офіцерський полк, який згодом увійшов до складу 4-ї піхотної дивізії Кримсько-Азовської Добровольчої армії. У березні 1919 полк брав участь в обороні Перекопу, потім з боями відступив у глиб Криму, до Керчі. Разом з іншими частинами Кримсько-Азовської армії, полк брав участь у позиційних боях на Ак-Мана.
У червні 1919 позиції червоних військ у Ак-Маная було прорвано, почалося звільнення Криму. У лавах полку Альмендінгер брав участь у боях проти червоних і петлюрівських військ на Україну, а також проти махновців.
Після того як у жовтні — листопаді 1919 Червона армія на Південному фронті перейшла в наступ і позначився перелом на її користь, полк відступив до Одеси. Взимку 1920 сімферопольці взяли участь у Бредовском поході. Перейшовши польський кордон, група військ генерала Н. Е. Бредова, до складу якої входив Сімферопольський офіцерський полк, була розміщена поляками в таборах як інтернованих. З частиною добровольців Альмендінгер у серпні 1920 повернувся до Криму. В останніх боях проти червоних воював у складі 49-го Брестського піхотного полку.
Евакуювався до Туреччини у листопаді 1920. Восени 1921 деякі частини Російської армії були перевезені до Болгарії, тут Альмендінгер був проведений в свій останній військовий чин — підполковник. У Болгарії в складі Олексіївського піхотного полку продовжував служити до 1923.
Як колишній студент він отримав дозвіл у командування Російської армії відправитися для продовження навчання в Чехословаччину. Але оскільки чеська влада неохоче впускали в країну російських студентів з числа кадрових офіцерів, то він перейшов чехословацький кордон нелегально, після чого благополучно доїхав до Праги. Там російські емігрантські організації допомогли йому легалізувати своє перебування в країні.
У Чехословаччині Альмендінгер закінчив сільськогосподарський інститут, отримавши диплом інженера-агронома. До 1945 жив та працював у Брно.
У 1945 у зв'язку з наступом радянських військ Альмендінгер виїхав на Захід. Видачі радянським органам держбезпеки він уникнув, оскільки був старим емігрантом.
Через кілька років після закінчення війни В. В. Альмендінгер емігрував до США. Влаштувався у Лос-Анджелесі.
Помер підполковник В. В. Альмендінгер 16 листопада 1975. Поховано на місцевому кладовищі Голлівуд.

## Мемуари
- Симферопольский офицерский полк. Париж, 1962.
- Орловщина. Лос-Анджелес, 1966.